# 함평초등학교
함평초등학교는 대한민국 전라남도 함평군 함평읍 내교리에 있는 공립 초등학교인데, 이 학교는 일제 강점기 조선 초엽 시대였던 1911년 11월 3일, 전남함평공립보통학교로 첫 개교되었다.

## 학교 연혁
- 1911년 11월 3일 함평공립보통학교 개교(설립인가 6월 22일)
- 1938년 4월 1일 함평북공립심상소학교[1](교육령 개정)
- 1941년 4월 1일 함평북공립국민학교[2](교육령 개정)
- 1941년 11월 1일 함평대화공립국민학교(명칭 변경)
- 1948년 4월 12일 함평공립국민학교로 개칭
- 1950년 4월 1일 함평국민학교 개칭
- 1995년 3월 6일 병설유치원 개원
- 1996년 3월 1일 함평초등학교로 개칭[3]
- 1997년 3월 1일 함평북초등학교 통·폐합
- 1999년 9월 1일 석성초등학교 통·폐합
- 2000년 3월 1일 장년분교장 본교로 편입
- 2002년 3월 2일 성남초등학교 통폐합
- 2004년 3월 1일 장년분교장 통폐합
- 2018년 9월 1일 제31대 정병헌 교장 부임
- 2020년 2월 14일 제108회 졸업(총 16,102명)
- 2021년 2월 5일 제109회 졸업(총 16,162명)
- 2021년 7~8월 제31대 정병헌 교장 사임
- 2021년 7~8월 제32대 성낙경 교장 부임
- 2024 3월 제 33대 나유리 교장 부임

## 참고 자료
- 함평초등학교 - 한국교육학술정보원 학교알리미

## 학교 상징
- 교화 - 목련 : 우아, 고결
- 교목 - 느티나무 : 끈기, 젊음
- 교색 - 흰색 : 순수, 결백